# Dievs, svētī Latviju
Dievs, svētī Latviju („Gott, segne Lettland!“) ist Lettlands Nationalhymne.

## Hintergrund
Dievs, svētī Latviju erschien um 1870, zur Zeit des nationalen Erwachens und der  Jungletten. Text und Musik stammen von Kārlis Baumanis (1835–1905).
Kārlis Baumanis war der erste lettische Komponist, der es wagte, in einem Lied das Wort „Latvija“ (Lettland) zu verwenden. Dies war ein neuer Begriff, der während der Bewegung des nationalen Erwachens kreiert wurde, um alle von Letten bewohnten Gebiete zu bezeichnen.
Das Wort „Latvija“ wurde als Forderung nach nationaler Eigenständigkeit gedeutet, was dem Russischen Kaiserreich nicht behagte. Das Wort „Latvija“ im Titel und im Text des Liedes wurde verboten und musste durch den allgemeineren Begriff „Baltija“ (Baltikum) ersetzt werden.
Das Lied wurde erstmals während des ersten Liederfestes im Juni 1873 in Riga gesungen.
Am 18. November 1918 (Proklamation der Republik Lettland) wurde Dievs, svētī Latviju zur lettischen Nationalhymne, erlangte jedoch erst am 7. Juni 1920 durch den entsprechenden Beschluss der Verfassunggebenden Versammlung Lettlands offiziellen Status.
Während des Bestehens der Lettischen SSR als Teil der Sowjetunion zwischen 1940 und 1990 war dieses Lied ebenfalls verboten und wurde erst bei den Demonstrationen der Singenden Revolution wieder  öffentlich gesungen.

## Text
| Lettischer Text | Deutsche Übersetzung |
| --- | --- |
| Dievs, svētī Latviju, Mūs' dārgo tēviju, Svētī jel Latviju, Ak, svētī jel to! Kur latvju meitas zied, Kur latvju dēli dzied, Laid mums tur laimē diet, Mūs' Latvijā! | Gott, segne Lettland, Unser teures Vaterland, Segne doch Lettland, Ach, segne es doch! Wo Lettlands Töchter blühen, Wo Lettlands Söhne singen, Lass uns dort im Glück tanzen, In unserem Lettland! |